# وليم حاوي

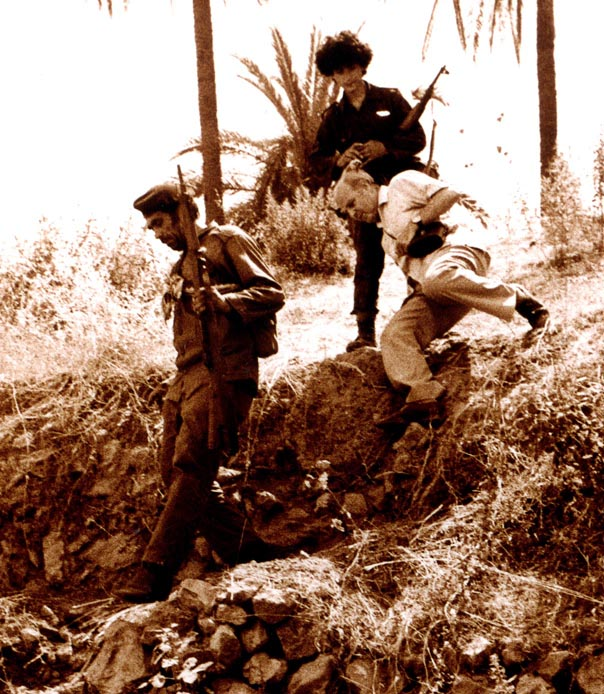
وليم حاوي

وليم أمين حاوي (1908-1976)، سياسي لبناني كان أحد أبرز قيادي حزب الكتائب قبل أن يلقي حتفه أثناء معركة مخيم تل الزعتر في الحرب اللبنانية. ولد وليم في نيويورك لعائلة لبنانية من الشوير في المتن الشمالي. عاد إلى لبنان سنة 1910. سنة 1937 إنضم إلى حزب الكتائب التي كانت وقتها حركة شبابية. أسهم في معارضة الانتداب الفرنسي وكان في صدارة المطالبين بالاستقلال اللبناني وواجه محاولات الانتداب لوقف التحركات الشعبية سنة 1943. أصبح سنة 1952 عضوا في مكتبها السياسي. شارك سنة 1957 في الانتخابات النيابية كمرشح للمقعد الأرثوذكسي لدائرة بيروت الأولى لكنه خسرها أمام نسيم مجدلاني. سنة 1961 أصبح المسؤول عن القوى النظامية للحزب. توفي إثر إطلاق النار عليه من طرف قناصين أثناء معركة مخيم تل الزعتر.

## النشأة
تنتمي عائلة وليم حاوي إلى بلدة الشوير في المتن الشمالي. لبّى والد وليم، أمين حاوي نداءات الغُربة طلباً لمستقبل أفضل وهو في سنّ العشرين. فكانت ولادة ابنه الثاني وليم، في نيويورك في الولايات المتحدة، سنة 1908.
قبل أن تكبر العائلة وتتجذّر فروعها في الأرض البعيدة، كان القدر يرسم مصيرها بلون جديد، فقرّر أمين حاوي العودة إلى لبنان في مطلع سنة 1910 حاملاً معه زوجته وثلاثة أطفال.
في الخطوات المُهمّة في حياة وليم حاوي، تَوََجُهه نحو النشاط الرياضي، وقد مارس لعبة كرة القدم بالإضافة إلى السباحة والتزلّج، وتوّج نشاطه هذا بالمُشاركة في تأسيس نادي السّلام في الأشرفيّة. تعرّف وليم حاوي إلى بيار الجميل في لقاءات رياضيّة فدعاه هذا الأخير، سنة 1937، للانتساب إلى حزب الكتائب اللبنانية.

## الصناعة
شكل مصنع المرايا الذي يملكه مصدر الرزق الذي أمّن له الحياة الكريمة. كبرت المصلحة، واتسع مجال العمل وأضحى المعمل مصدراً للمستوردين في البلاد العربية ومن المصانع الأولى في الشرق الأوسط، وأنتقل من ساحة الدباس إلى منطقة جسر الباشا.
مع اندلاع الحرب الأهلية اللبنانية سنة 1975، تحولت ناحية جسر الباشا إلى منطقة سيطر عليها الفلسطينيون المتواجدون في مخيمي جسر الباشا وتل الزعتر، وتكاثرت الأعمال العسكرية في تلك الناحية.

## زواجه
تزوج وليم حاوي سنة 1947، من مارسيل أنيس غبريل، وسكنا في منزل في حي بيضون في الأشرفية، سهرا على إعداد أثاثه بإتقان ورزقا ابنة وحيدة ليلى، اهتما بها اهتماماً بالغاً، وطبعا في نفسها فضيلة الإيمان بالوطن وحبها له.
كان لوليم رب العائلة شخصية شفافة، شديدة الإحساس، محبة، غير أنه لم يقدم محبته لعائلته على واجباته، فخصص الوقت الأكبر منها للعمل الحزبي والوطني.

## التزام وليم حاوي الحزبي

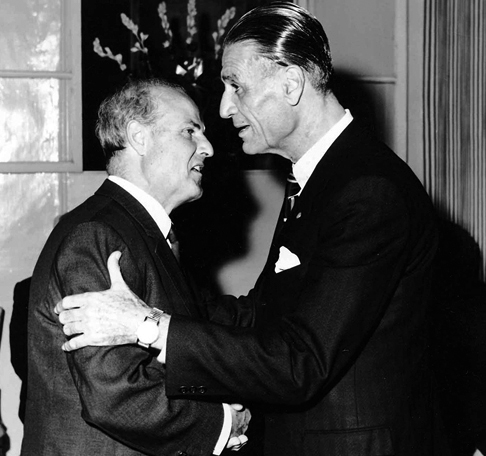
وليم حاوي رئيس مجلس أمن الكتائب وبيار الجميل.

لبى وليم حاوي دعوة بيار الجميل وانضم إلى منظمة الكتائب، عام 1937، عندما كانت المنظمة تعمل سراً خارج الشرعية القانونية بفعل صدور مرسوم حلها في 18/11/1938، فكان هذا التحدي عاملاً أساسياً استهواه وتفاعل مع أهوائه النضالية.
كانت نظرة وليم حاوي إلى العمل الحزبي السياسي أقرب إلى خدمة الشأن العام منه إلى استغلال النفوذ، خصوصاً أن بعضاً من القرارات تأخذ المعنى السياسي الذي يساير طبيعة الحياة اللبنانية العامة وقد أدرك وليم حاوي أهمية انخراط الكتائب في وجدان الجماعة، لذلك تكونت لديه قناعة ثابتة بأن الكتائب يجب أن تحتفظ بقوة ذاتية قائمة على هيبتها التنظيمية وعلى مراقبتها الدقيقة لتطور الأحداث.
عناوين عدة شكلت حوارات ساخنة في حياته في هذه المرحلة: تفعيل السلطة الحزبية، تأسيس وتطوير القوى النظامية بجو من الانضباطية. كثرت مسؤوليات وليم حامي وتنوعت، فعين رئيساً للمقاطعتين الثانية والرابعة ورئيساً لديوان التعبئة، وفي 29 أيار 1952 رئيساً لمصلحة الأمن والرياضة والحشد، وعضواً في المكتب السياسي في 12 تموز 1952، وفي 16 حزيران 1958 كلف بتنظيم الشباب وقيادتهم أثناء الأحداث اللبنانية وقد شكل ذلك نواة القوى النظامية التي أصبح قائدها في 6 شباط 1961.

### دورة التنظيمي - الأمني
استمرت التوجهات المتصارعة حول قيام الجناح الأمني للكتائب إلى جانب الوجه السياسي فترة طويلة، قبل أن يأخذ الحزب خياره النهائي فيتبنى بشكل نهائي وجود القوى النظامية. كان وليم حاوي من مؤيدي الطرح الأول فرأى أن قوة الحزب تكمن في وجود قوة تنظيمية دائمة تلعب دور جهاز دفاعي وهي رادع للآخرين، لأن الخطر حقيقي ويومي، وهذا ما أكدته الأحداث في لبنان في جميع مراحلها القديمة والحديثة.
بتاريخ 23 كانون الثاني 1961، حل المكتب السياسي منظمة الشباب وضم أعضائها إلى حزب الكتائب اللبنانية وأنشأ القوى النظامية، وفي 6 شباط 1961 تم تعيين وليم حاوي قائداً لها.
انكب وليم حاوي على تنظيم هذا الجهاز بغية إعداد هذه القوى لجعلها على استعداد دائم لمتطلبات المرحلة الخطرة التي تهدد الكيان اللبناني، خاصة مع تصاعد الحركة الفدائية الفلسطينية وتراجع السلطة الوطنية.
سنة 1963، تم إنشاء وحدة «الكومندوس الأولى» ثم وحدة «الكومندوس الثانية»، ففرقة الـ«ب ج»، وفي 1973 تأسست «فصيلة المغاوير» وفي1975 أعدت «مدرسة القتال». هذا وأشرف «الشاف» وليم على إقامة المخيمات وعلى تنظيم التدريب وتطويره مما دفع بالآلة الكتائبية التنظيمية إلى الأمام بالرغم من أن العمل كان مجاني والإمكانات المادية ضئيلة جداً إذ كان التمويل عائقاً مهماً في المسيرة العسكرية الحزبية.
اما العلاقة التي نشأت بين القائد والأفراد العاملين معه فقد سيطر عليها سبع توجهات هي: العمل الصامت البعيد عن الاعلام، الابتعاد عن الشبهات المادية، رفض المستلزمين والازلام، الدفاع عن مرؤوسيه، التحلي بالجرأة والشجاعة، واحترام الممارسات الديمقراطية في العلاقات الحزبية والانضباطية التي كانت هاجساً عرف به وليم حاوي وتميز بتطبيقه. كما كانت مشكلة خاض في سبيلها مواجهات كثيرة: تفعيل السلطة الحزبية، ضبط القوى النظامية، منع الفوضى، أمور طالما شكلت حوارات ساخنة في حياته وكانت سبب معاناته الحزبية.
كذلك سعى في توجيهاته إلى الحفاظ على المواصفات الأخلاقية والسمعة النظيفة وعدم الانقياد وراء الأهواء الغوغائية والغرائز والمصالح الشخصية، وأحيا في نفوس الحزبيين حب الوطن والدفاع عنه والحفاظ على السيادة والاستقلال. هذا حمله على إعطاء القسم الأكبر من وقته للقوى النظامية التي كان له شرف تأسيسها وتطويرها.

### حضور في المكتب السياسي
شكل حضور وليم حاوي داخل المكتب السياسي ظاهرة خاصة إذ تفرد في معارضة جريئة معلناً التغيير المطلوب ضمن النظام القائم في الحزب، متمسكاً بمفهوم الحزب المؤسسة كضمانة للاستمرارية الحزبية، وبالديمقراطية كوسيلة للتغيير.
لم تكن مواقف وليم حاوي المعارضة داخل المكتب السياسي ناتجة عن رغبة في المعارضة المزاجية والمشاكسة المتشنجة بل هي في الواقع كانت نتيجة رؤية ثاقبة للأمور، مجردة من المصلحة الذاتية، تسعى بعناد إلى تصحيح الأخطاء. والكثير من القرارات التي تم الاتفاق عليها أعيدت مناقشتها تحت اصرار وليم حاوي على معارضتها. فموقفه كان مقياساً، ليس لأنه كان دائماً على حق بل لأنه كان نتيجة توافق ومتى انضم وليم إلى هذا التوافق أصبح الأمر مفروغاً منه. فهو حريص على الحقيقة، صلب في الدفاع عنها، لا يساير على حساب أفكاره. وإذ فشل في محاولته، اقتنع بأن الديمقراطية الحزبية تقضي بأن يخضع لقرارات الأكثرية، فيتحول إلى عضو منضبط حتى أقصى درجات الانضباطية.
لقد اعجب بيار الجميل بشخصية وليم حاوي اعجابه بالصديق الصدوق المخلص الذي لا يحابي أحداً من أجل مصلحته. على الرغم من اختلاق وجوهات النظر في امور كثيرة فهو يدرك صدق مواقف الرجل واخلاصه الحزبي والوطني وفائه للصداقة القديمة ويدرك أن مشاكسة هذا الرجل العنيد لا تعنيه شخصياً وانما هي تهدف إلى تحقيق المصلحة الحزبية والوطنية. فكان الجميل يعتمد عليه لأنه كان متأكداً من أمانتهوفي الوقت نفسه كان يعرف أن هذا الأمين من أكثر المعارضين له.

## النضال الوطني

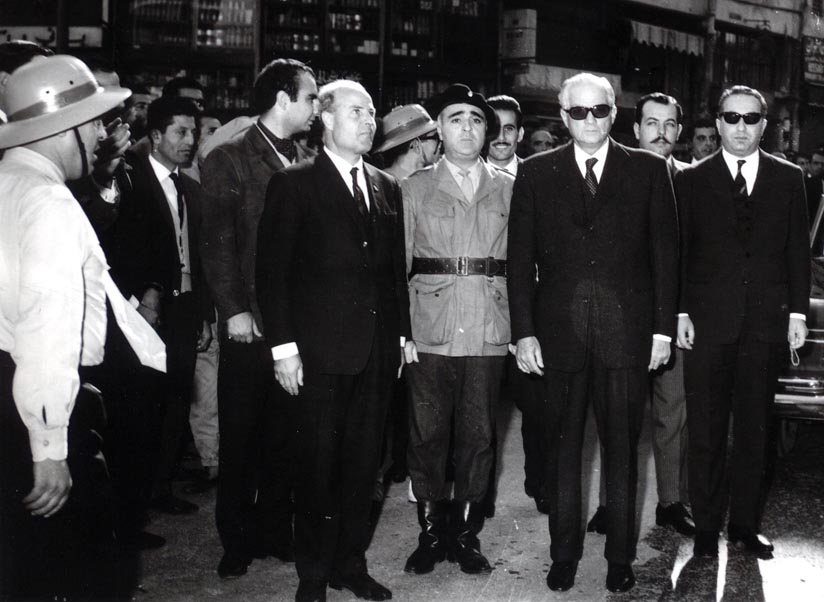
وليم حاوي يستقبل الرئيس اللبناني كميل شمعون

### في معركة الاستقلال
عندما اعتقل الفرنسيون الشيخ بيار الجميل، تولى جوزيف شادر القيادة السياسية ووليم حاوي العمل الأمني – التنظيمي، فبرزت فعاليته بإعداد وتنظيم الإضرابات والمظاهرات وتنظيمها. راح يعقد الاجتماعات السرية مع النجادة في معمل المرايا الذي يملكه في ساحة الدباس، وقد تحول إلى مركز للقيادة ولتنظيم التظاهرات وتوزيع المناشير ليلاً، غير أن الفرنسيين عرفوا بأمر تلك الاجتماعات فقاموا بمداهمته عدة مرات بحثاً عنه ولمصادرة جريدة العمل التي كانت تخزن في المعمل قبل أن توزع على الشباب كما لاحقوا وليم حاوي الذي نجا منهم بعدما لجأ إلى بيوت الأصحاب والجيران.

### في الخدمة العامّة
رشحت الكتائب اللبنانية عام 1952 وليم حاوي لعضوية المجلس البلدي عن منطقة الاشرفية – الرميل، فنال أعلى نسبة بين الفائزين، كما خاض عام 1957 المعركة النّيابية منفرداَ. واجه السلطة التي قامت بدور ضاغط لصالح خصومه كما لعب المال دوراَ مهمّا في شراء المؤيدين لخصومه ن فاعتبرت أن هذه الانتخابات كانت بمثابة إثبات للنفوذ بالرغم من الخسارة التي منيت بها.

### الخيار العسكري

#### أحداث1958
في هذه المرحلة هيمنت على الساحة اللبنانية والعربية هالة الرئيس المصري جمال عبد الناصر وانعكس هذا الواقع على الشارع المحّلي. أظهرت الكتائب معارضة شرسة للتيار الناصري، الذي دعا إلى الإضراب وقام بأعمال شغب، فكلفت وليم حاوي بتنظيم الشباب وقيادتهم لضبط الأوضاع وحماية مناطقها، فاهتم بالتعبئة الكتائبية. هكذا تمكنت الكتائب من ضبط الأوضاع في مناطقها وأضفت فيها الاستقرار ولها الحماية.

#### حرب السنتين
توالت التطورات بشكل دراماتيكي متّخذة بعد ذلك المنحى الفلسطيني. عقد المكتب السياسي اجتماعاَ استثنائياَ في 31 آذار 1970، وشكّل «مجلس أعلى» مهمتّه السهر على تنظيم الأعمال الكتائبية المتعلقة بأمن الحزب والبلد، وقد تولى وليم حاوي شؤون الأمن وحاجاته.
وفي الوقت الذي كانت فيه القيادة الكتائبية السياسية تسعى إلى التهدئة والحوار، عملت القيادة العسكرية، بقيادة وليم حاوي، على تحضير القوى النظامية، فجهّزت إمكانياتها البشرية والمادية استعداداَ للتصدي لمخطط التوطين الذي بدأت خيوطه تظهر منذ ذلك الحين. وبما أن الدولة عاجزة عن القيام بواجباتها والدفاع عن أبنائها، وبما أن المؤسسات العسكرية معطلة ومشلولة، فلا بد من رّص الصفوف الحزبية وتنظيمها للاستعداد للدفاع عن النفس.
النقص في التسلح والذخيرة والتموين أقلق وليم وعدم التنسيق بين القوى اللبنانية المتحالفة في الجبهات شغلت همه... فعقد اجتماعات عدّة مع القوى الحليفة بغية إنشاء «غرفة عمليّات موحدة» كانت النواة الأولى لتأسيس «القوات اللبنانية».

##### مكافحة الفساد
الحروب كلها مفسدة للاخلاق ومدمّرة للقيم. أصاب الفلتان والفوضى جميع الاطراف، مّما أثار نقمة وليم فأخذ يبتكر الحلول لضبط الأوضاع كإنشاء «شرطة عسكرية» مهمتّها السيطرة على هذا الواقع آلية نظامية لتأمين الطرقات الآمنة وإرشاد المواطنين إلى الطرق التي يجب سلوكها لتأمين سلامتهم.
ومن أمّر التجارب التي تعّرض لها، تلك المجزرة التي وقعت في اليوم المشؤوم الذي أطلق عليه «السبت الأسود» حيث تعرض هو أيضاَ للتهديد والإهانة في محاولته إنقاذ من يستطيع من الابرياء وكثيرون منهم مدينون له بحياتهم وكرامتهم وأرزاقهم. ولاشك في أن هذا اليوم سجّل صفحة بيضاء في نضال الذين اخلصوا لقضيتهم بايمان لايتزعزع وضمير تشوبه شائبة.

##### مجزرة تل الزعتر
خاض وليم حاوي معركة تل الزعتر، عندما سعى إلى إسقاط المخيمات الفلسطينية الواقعة في المناطق المسيحية من بيروت.
سقط مخيّم الكرنتينا بعد أربع وعشرين ساعة من بدئ الهجوم الذي أعدّ خطته وليم حاوي وارتكبت الميليشيات المسيحة مجازر فيه وفتحت الطريق التي تربط بيروت بمناطق كسروان وجبيل في كانون الأول 1976.
كذلك، سقط مخيم جسر الباشا بعد يومين من الحصار الذي أعده «الشاف» وليم، ممهداّ الطريق إلى إسقاط مخيم تل الزعتر. كان التقدم داخل مخّيم تل الزعتر بطيئاَ والدفاع شرساَ جداَ، غير أن المخَيم راح يسقط بناية بعد الأخرى. في 11 تمّوز 1976، أعلنت مصادر القوى اللبنانية عن سقوط آخر معقل في تلّ الزعتر، وقالت أنّ رئيس المجلس الحربي الكتائبي أشرف على هذه العملية وأصبح المخّيم بحكم الساقط، غير أنّ الاقدار لها مسارها، فشهدت هذه الايام أكبر مجزرة ترتكب بحق مدنيين منذ اندلاع حرب 1975 وتم اغتصاب العديد من الفتيات الفلسطينيات واختفى اثر نحو ستة عشر منهن حتى يومنا هذا.[بحاجة لمصدر]

## مقتله
في 13 تموز 1976، عند حدود تل الزعتر، بين الراعي الصالح وغاليري متّى، حدّد رصاص قنّاص الثواني التي أتت لتنهي حياة حاوي برصاصة في جبهته.

## كتاب
وليم حاوي، شاهد وشهيد، بقلم ليلى حاوي ذود.
William Hawi, Witness and Martyr, by Leila Hawi Zod, Mémoire DEA, Faculty of History, Université Saint Esprit, Kaslik, لبنان، 2004.